# Премія «Магрітт» найперспективнішій акторці
Премія «Магрітт» найперспективнішій  (фр. Magritte du meilleur espoir féminin) — одна з  кінематографічних нагород, що надається з 2011 року бельгійською Академією Андре Дельво в рамках національної кінопремії «Магрітт». Її присуджують молодій акторці, яка своєю роботою зробила значний внесок у бельгійську кіноіндустрію. Лауреаткою першої премії «Магрітт» у цій категорії за роль у фільмі «Приватні уроки» стала у 2011 році Полін Етьєн.

## Переможці та номінанти
Нижче наведено список акторок, що отримали цю премію, а також номінантки. Лауреаток виділено окремим кольором

### 2010-і
| Рік         | Актор                          | Назва українською              | Оригінальна назва                |
| ----------- | ------------------------------ | ------------------------------ | -------------------------------- |
| 2010 (1-ша) | Полін Етьєн                    | Приватні уроки                 | Élève libre                      |
| 2010 (1-ша) | Стефані Блоншу                 | Регата                         | La Régate                        |
| 2010 (1-ша) | Анна Франциска Яґер            | Моя королева Каро              | My Queen Karo                    |
| 2010 (1-ша) | Хлоя Струвей                   | Материнський                   | Maternelle                       |
| 2011 (2-га) | Еріка Сейнт                    | Вона не плаче, вона співає     | Elle ne pleure pas, elle chante  |
| 2011 (2-га) | Стефани Креєнкур               | Міф                            | Les Mythos                       |
| 2011 (2-га) | Жанна Дандуа                   | Упертюх                        | Rundskop                         |
| 2011 (2-га) | Анд Коджа                      | Маріке, Маріке                 | Marieke, Marieke                 |
| 2012 (3-тя) | Анн-Паскаль Кларембурґ         | Дім на колесах                 | Mobile Home                      |
| 2012 (3-тя) | Полін Бурле                    | Мрець, що говорить             | Dead Man Talking                 |
| 2012 (3-тя) | Мона Жабе                      | Міс Муше                       | Miss Mouche                      |
| 2012 (3-тя) | Аврора Меріон                  | Безумство Альмейєра            | La Folie Almayer                 |
| 2013 (4-та) | Полін Бурле                    | Секрети минулого               | Le Passé                         |
| 2013 (4-та) | Ранія Меллулі                  | Мішок борошна                  | Le Sac de farine                 |
| 2013 (4-та) | Енн Поліцевич                  | Танго лібре                    | Tango libre                      |
| 2013 (4-та) | Мона Валравенс                 | Життя Адель                    | La Vie d'Adèle – Chapitres 1 & 2 |
| 2014 (5-та) | Амре Грувельз                  | Дитяча куля                    | Baby Balloon                     |
| 2014 (5-та) | Евелін Босманс                 | Марина                         | Marina                           |
| 2014 (5-та) | Анд Коджа                      | Розенн                         | Rosenn                           |
| 2014 (5-та) | Емілі Марешаль                 | У будь-якому випадку Токіо     | Tokyo Anyway                     |
| 2015 (6-та) | Люсі Дебай                     | Мелоді                         | Melody                           |
| 2015 (6-та) | Манон Капелі                   | Усі кішки сірі                 | Tous les chats sont gris         |
| 2015 (6-та) | Пілі Груан                     | Надновий заповіт               | Le Tout Nouveau Testament        |
| 2015 (6-та) | Стефані Ван Віве               | Бути                           | Être                             |
| 2016 (7-ма) | Салом Рішар                    | Баден-Баден                    | Baden Baden                      |
| 2016 (7-ма) | Марта Канґа Антоніо            | Чорний                         | Black                            |
| 2016 (7-ма) | Галія Беналі                   | Коли я відкриваю очі           | À peine j'ouvre les yeux         |
| 2016 (7-ма) | Жад Сонтьєнс та Марго Сонтьєнс | Економіка пари                 | L'Économie du couple             |
| 2017 (8-ма) | Майя Дорі                      | Мій ангел                      | Mon Ange                         |
| 2017 (8-ма) | Фантіна Ардуан                 | Хепі-енд                       | Happy End                        |
| 2017 (8-ма) | Лена Сайкербек                 | Дім                            | Home                             |
| 2017 (8-ма) | Адріана да Фонсека             | Навіть любителі отримують блюз | Even Lovers Get The Blues        |
| 2018 (9-та) | Лена Жирар Восс                | Наші битви                     | Nos batailles                    |
| 2018 (9-та) | Міріам Акеддіу                 | Частина тіні                   | Une part d'ombre                 |
| 2018 (9-та) | Береніс Бао                    | Убивці                         | Tueurs                           |
| 2018 (9-та) | Науелл Мадані                  | Це все мені                    | C'est tout pour moi              |
| 2018 (9-та) | Анаєль Снук                    | Дикі хлопчаки                  | Les Garçons sauvages             |